# Háje u Příbramě

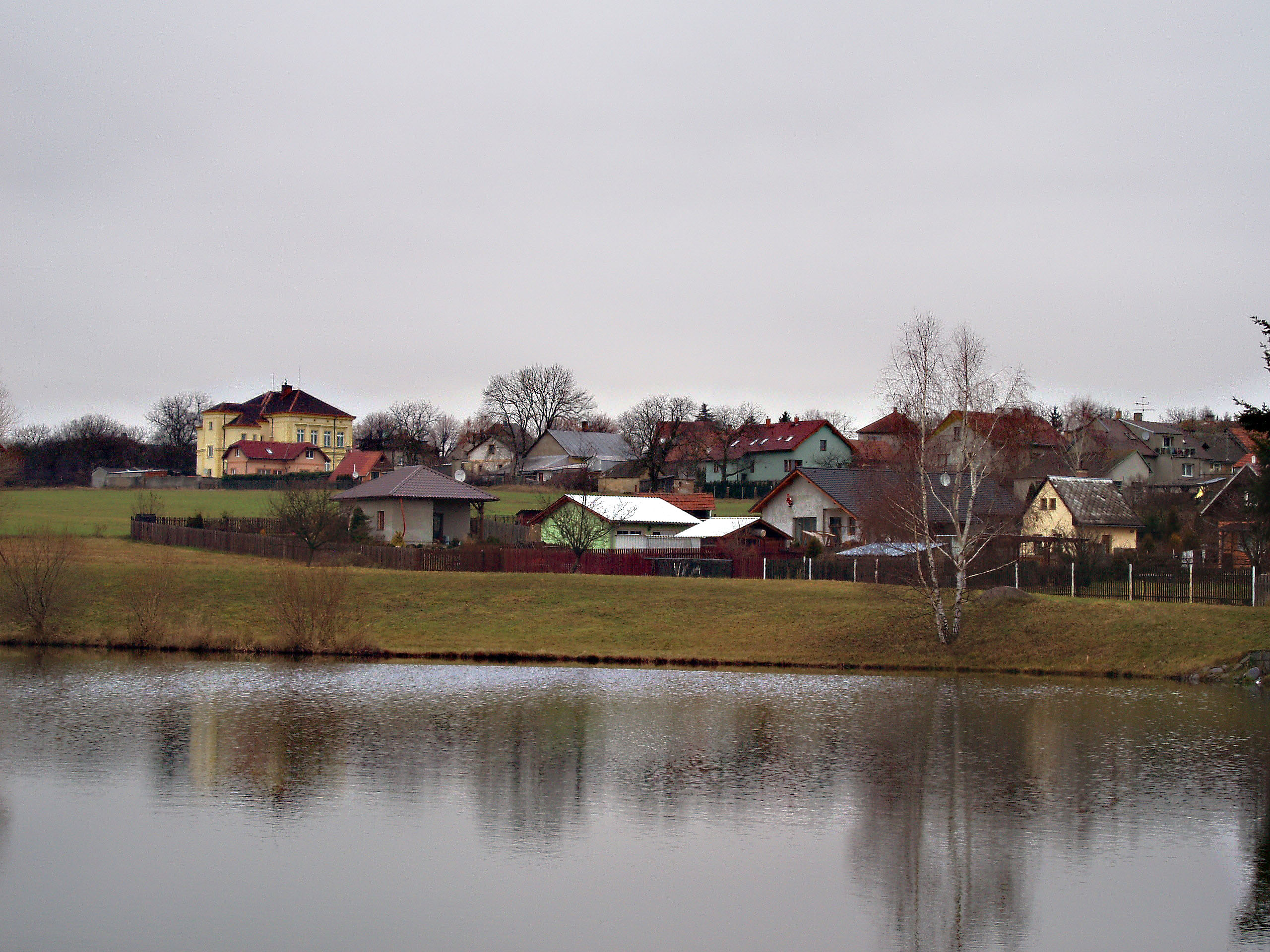
Blick über den Teich auf Háje

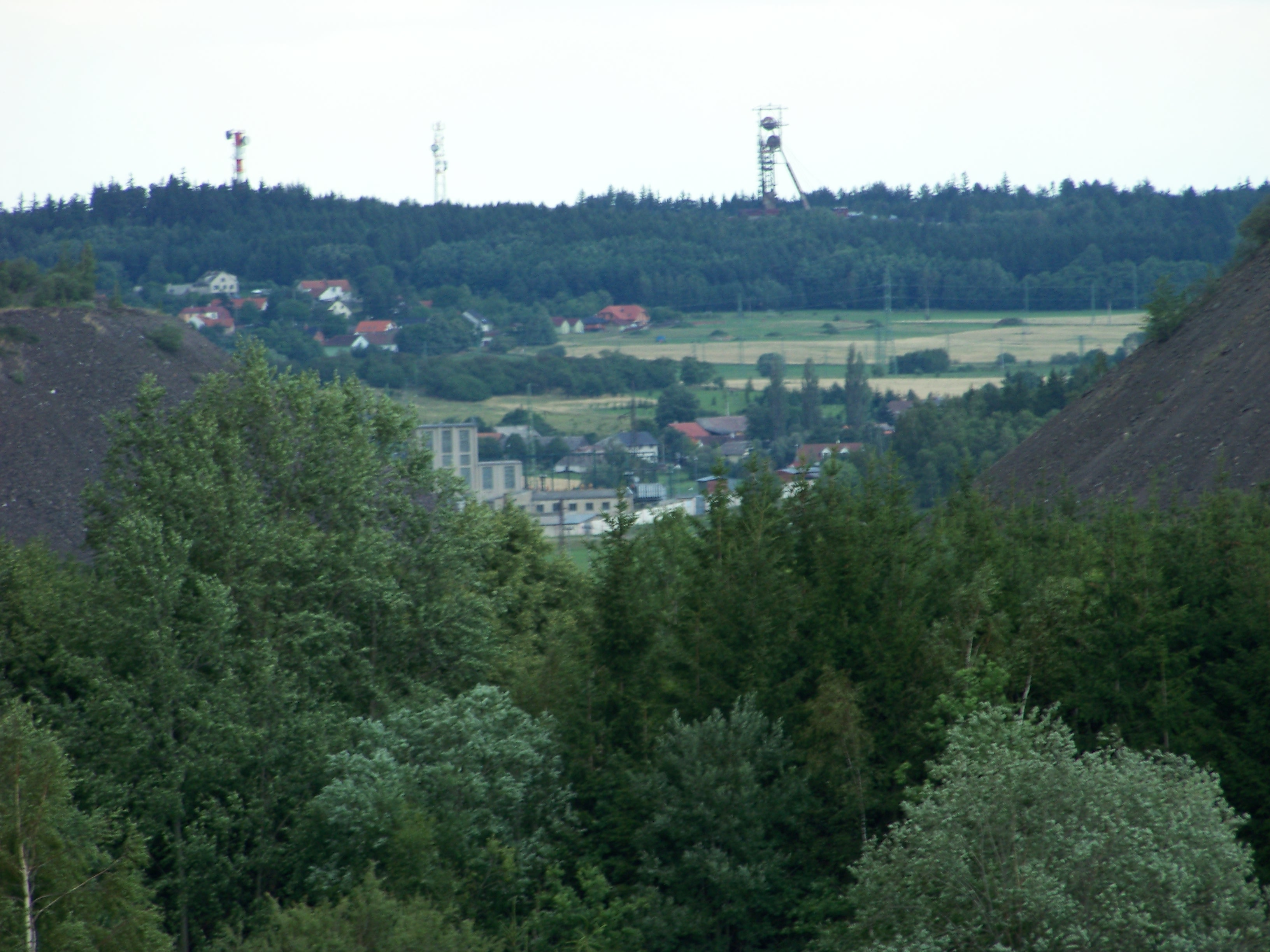
Blick von der Vojna zwischen den Halden auf Háje

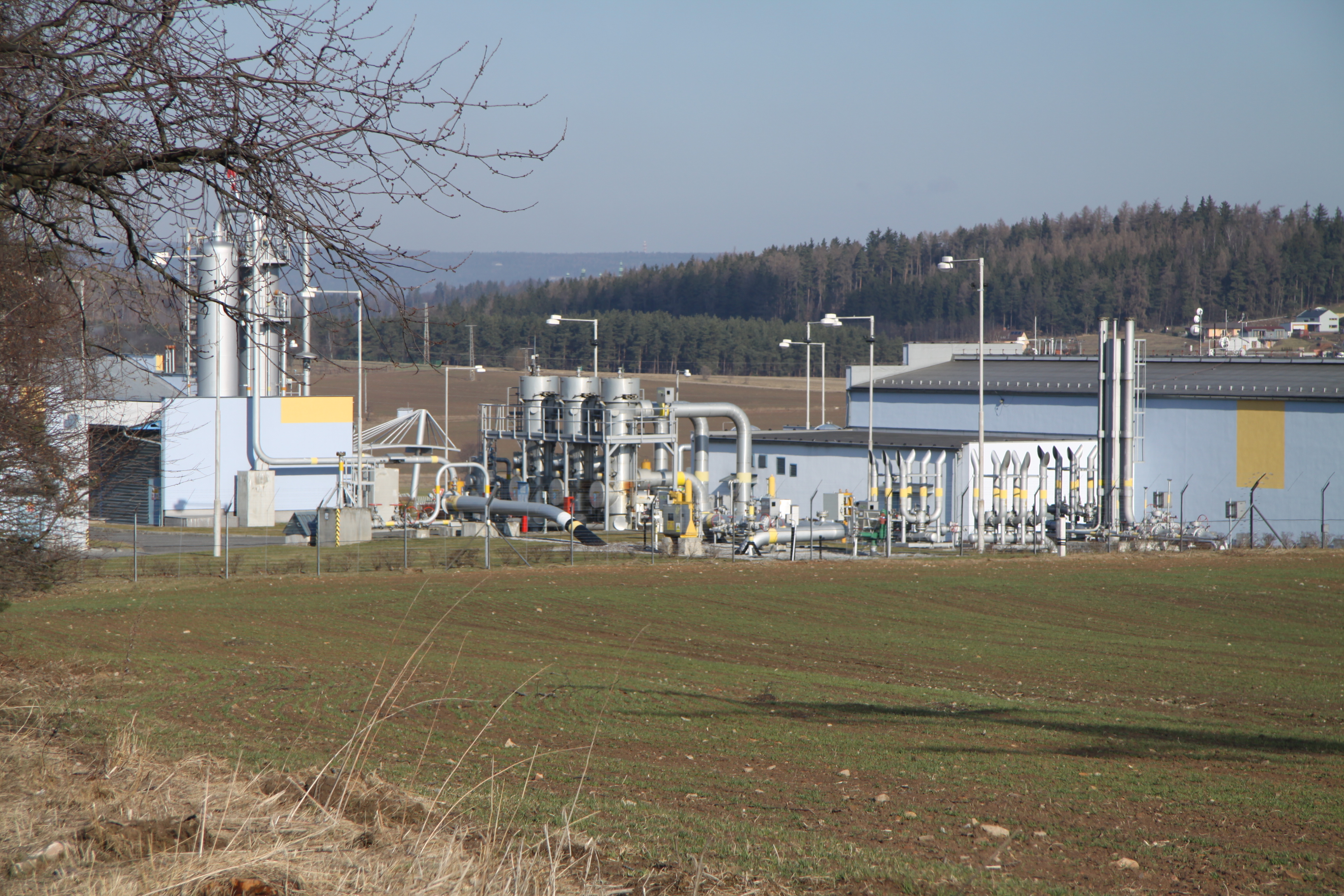
Tageanlagen des Erdgasspeichers

Háje (deutsch Haje) ist eine Gemeinde in Tschechien. Sie liegt dreieinhalb Kilometer südöstlich des Stadtzentrums von Příbram und gehört zum Okres Příbram.

## Geographie
Háje befindet sich in einer seichten Mulde in der Příbramská pahorkatina (Příbramer Hügelland). Das Dorf wird im Westen, Norden und Osten von stillgelegten Bergbauanlagen der Příbramer Urangruben (Uranové doly Příbram) umgeben. Nördlich erheben sich der Vršce (603 m n. m.) und der Skleněný vrch, im Osten der Vysoký (583 m n. m.), südlich der Ryšavý (599 m n. m.) und der Levín (612 m n. m.), im Südwesten der Jestřabinek (590 m n. m.), westlich der Holanec und die Kegelhalde Šachta 9 sowie im Nordwesten die Svatá hora (Heiliger Berg, 586 m n. m.). Gegen Nordosten liegt das Gefängnis Příbram, östlich der unterirdische Erdgasspeicher Háje u Příbrami (Podzemní zásobník zemního plynu Háje u Příbrami). Am nördlichen Ortsrand verläuft die Straße II/118 zwischen Příbram und Kamýk nad Vltavou, einen Kilometer östlich führt die Straße I/4 zwischen Milín und Dubenec an Háje vorbei. 
Nachbarorte sind Haťská Chalupa, Nová Hospoda und Dubno im Norden, Bytíz, Drásov und Buda im Nordosten, Placy, Jelence und Jablonná im Osten, Horní Hbity, Káciň, Na Pelechu, Stěžov und Palivo im Südosten, Jesenice und Jerusalem im Süden, Brod im Südwesten, Hatě und Sázky im Westen sowie Lázně, Svatohorský Důl, Svatá Hora, Příbram III und Příbram IX im Nordwesten.

## Geschichte
Die erste schriftliche Erwähnung des zur Herrschaft Dobříš untertänigen Dorfes Nová Ves na Hájích erfolgte im Jahre 1603. Am 14. Juni 1630 verkaufte die Böhmische Kammer die Herrschaft Dobřisch mit dem angeschlossenen Gut Heiligfeld mit Ausschluss der Jagd auf Rot- und Schwarzwild erblich an den Oberstjäger der Königreiches Böhmen, Bruno von Mansfeld und Heldrungen.  Nachfolgender Besitzer war Franz Maximilian von Mansfeld. Bis 1714 gehörte das Dorf zum Podbrder Kreis, danach wurde es Teil des Berauner Kreises. Nachdem 1780 mit dem Tode von Joseph Wenzel von Mansfeld das Geschlecht im Mannesstamme erloschen war, erbte dessen Schwester Maria Isabella die Herrschaft Dobřisch. Es erfolgte die Namens- und Wappenvereinigung mit der Familie ihres Ehemannes Franz de Paula Gundaker von Colloredo-Waldsee-Mels zum Geschlecht Colloredo-Mannsfeld. Nach Maria Isabellas Tod im Jahre 1794 erbte ihr Sohn Rudolph Joseph II. die Güter. Nach dem Tode des kinderlosen Rudolf Joseph II. von Colloredo-Mannsfeld fiel die Herrschaft 1844 an dessen Neffen Franz de Paula Gundaccar II. von Colloredo-Mannsfeld.
Im Jahre 1846 bestand Haje aus 28 Häusern mit 226 Einwohnern. Pfarrort war Sliwitz (Slivice). Bis zur Mitte des 19. Jahrhunderts blieb Haje der Herrschaft Dobřisch untertänig.
Nach der Aufhebung der Patrimonialherrschaften bildete Háj / Haj ab 1850 einen Ortsteil der Gemeinde Konětopy im Gerichtsbezirk Příbram. Ab 1868 gehörte das Dorf zum Bezirk Příbram. Am 2. Dezember 1872 bewilligte der Böhmische Landtag die Abtrennung der Orte Háj und Bytíz von der Gemeinde Konětopy und die Bildung der Gemeinde Háj. Seit dem Ende des 19. Jahrhunderts wird Háje als Ortsname verwendet. Im Jahre 1907 eröffnete in Háje eine Schule. Bytíz löste sich in den 1920er Jahren von Háje los und schloss sich als Ortsteil an die Gemeinde Dubenec an. 1932 lebten in Háje 318 Personen. In der zweiten Hälfte des 20. Jahrhunderts bildete die Gegend um Háje eines der Hauptbergbaugebiete der Uranové doly Příbram. Der 1957 abgeteufte Šachta 16 erreichte letztlich eine Teufe von 1838,4 m und gilt als tiefster Schacht in Mitteleuropa. Zu Beginn des Jahres 1975 wurde Háje nach Příbram eingemeindet. Seit dem 24. November 1990 besteht die Gemeinde Háje wieder. Nach der Einstellung des Uranbergbaus wurde in den 1990er Jahren in den Tageanlagen von Šachta 11 bei Bytíz das Gefängnis Příbram errichtet. Nach der 1991 erfolgten Stilllegung der Grube Šachta 16, begannen im Folgejahr die Ausbauarbeiten zur Nutzung der Grubenbaue als Kavernenspeicher. 1998 begann die unterirdische Gasspeicherung, Betreiber ist die RWE Gas Storage.

## Gemeindegliederung
Für die Gemeinde Háje sind keine Ortsteile ausgewiesen. Auf dem Gemeindegebiet liegen die stillgelegten Bergwerksanlagen Šachta 9, 13 und 16 sowie Anteile von Šachta 11 und 21. 
Háje ist Teil des Katastralbezirkes Háje u Příbramě. Dieser stellt eine Besonderheit dar, da er außer Háje auch die Příbramer Ortsteile Jerusalem und Jesenice umfasst. Er steht damit im Widerspruch zum Gemeindegesetz (Zákon o obcích), das die Aufteilung eines Katastralbezirkes auf mehrere Gemeinden ausschließt.